# Хамелеон (рід)
Хамелеон (Chamaeleo) — рід ящірок з родини Хамелеонів. Має 18 видів. раніше в ньому нараховувалося 55 видів. З 2009 року частина їх була переведена до роду Trioceros.

## Опис
Загальна довжина представників цього роду коливаються від 15 до 40 см, іноді сягають до 50 см. Саме вони мають хвіст, який закручується спіраллю. Самий широко поширений вид — звичайний хамелеон. На головах вперед виступають парні та одиночні вирости, вкриті лускою. У багатьох видів ці роги мають кісткові підстави, вкриті роговим чохлом, як у полорогих ссавців. Є рухливі очі, довгий та чіпкий хвіст.
Мають яскраві кольори, різнобарвні. Самці зазвичай більш кольорові, ніж самиці. 

## Спосіб життя
Полюбляють лісисту та гірську місцевість. 
Це яйцекладні ящірки. Самиці відкладають яйця, зариваючи їх досить глибоко в ґрунт. Розміри кладок коливаються від 15 до 80 яєць. Молоді особини вилуплюються не раніше ніж через 3 місяці, частіше — через набагато триваліший час — 9-10 місяців. 

## Розповсюдження
Мешкає на півдні Піренеїв, в Африці, Аравії та південно-західній Азії.

## Види
- Chamaeleo africanus
- Chamaeleo anchietae
- Chamaeleo arabicus
- Chamaeleo calcaricarens
- Chamaeleo calyptratus
- Chamaeleo chamaeleon
- Chamaeleo dilepis
- Chamaeleo etiennei
- Chamaeleo gracilis
- Chamaeleo laevigatus
- Chamaeleo monachus
- Chamaeleo namaquensis
- Chamaeleo necasi
- Chamaeleo quilensis
- Chamaeleo roperi
- Chamaeleo ruspolii
- Chamaeleo senegalensis
- Chamaeleo zeylanicus